# Odaïr Fortes
Odaïr Fortes (Praia, Cabo Verde, 31 de marzo de 1987), futbolista caboverdiano. Juega de centrocampista.

## Clubes
| Club            | País    | Año       |
| --------------- | ------- | --------- |
| UJA Alfortville | Francia | 2005-2008 |
| Stade de Reims  | Francia | 2008-2017 |